# Гатагов, Сослан Маратович
Сосла́н Мара́тович Гата́гов (29 сентября 1992, Владикавказ, Россия) — российский футболист и тренер.
Сослан Гатагов, как и его брат Алан, попал в школу московского «Локомотива». Играл на разных позициях, но остановился на позиции защитника. Выступал за молодёжный состав «Локомотива». В первую команду попадал редко. В 2012 году в статусе свободного агента присоединился к московскому «Спартаку». За «Спартак» дебютировал в игре против «Кубани» в матче 38-го тура.
31 мая 2013 года попал в расширенный список студенческой сборной России для участия во Всемирной Универсиаде в Казани, но в окончательный список игроков включён не был.
20 июня 2015 года прибыл на подготовительный сбор студенческой сборной России для участия во Всемирной Универсиаде в Кванджу.
Окончил кафедру теории и методики футбола РГУФКСМиТ.
Генеральный директор детской футбольной академии «Gatagov Academy».
В 2021—2022 годах — главный тренер медиафутбольной команды «На Спорте». В 2023 году создал свой клуб FC Bus. В октябре того же года стал тренером «Амкала». Ушёл с должности в июле 2024 года.

## Достижения
- Победитель молодёжного первенства России (1): 2011/12
- Серебряный призер чемпионата России (1): 2011/2012
- Серебряный призёр чемпионата Армении (1): 2014/15